# Podnjatie Éstonija
Podnjatie Éstonija (englische Transkription für russisch поднятие Эстония Podnjatije Estonija, deutsch ‚Estonijahöhen‘) sind ein Hochland im ostantarktischen Königin-Maud-Land. Es liegt an der Prinzessin-Martha-Küste.
Russische Wissenschaftler benannten es nach der Estonija, einem Schiff mehrerer sowjetischer Antarktisexpeditionen zwischen 1962 und 1983.